# 북극레밍
북극레밍 또는 북극레밍쥐(Dicrostonyx torquatus)는 비단털쥐과에 속하는 설치류의 일종이다, 일반적으로 "관심대상종"으로 분류하고 있지만, 노바야제믈랴 제도의 아종(Dicrostonyx torquatus ungulatus)은 러시아 자연 보전 협회에서 "취약종"으로 분류하고 있다(1998년 이후 러시아협회에서 적색 목록에 포함).

## 생태
러시아 연방의 북극 생물 군계에서만 발견되며, 세베르나야제믈랴 제도에서 가장 흔한 포유류 종이다. 영국에서 표본이 발견된 적이 있지만, 현재 영국 지역에서는 절멸되었다. 대부분의 지역에서 레밍속(Lemmus)에 속하는 레밍과 목걸이레밍속(Dicrostonyx)에 속하는 레밍은 공존할 수 있다.